# STIB/MIVB

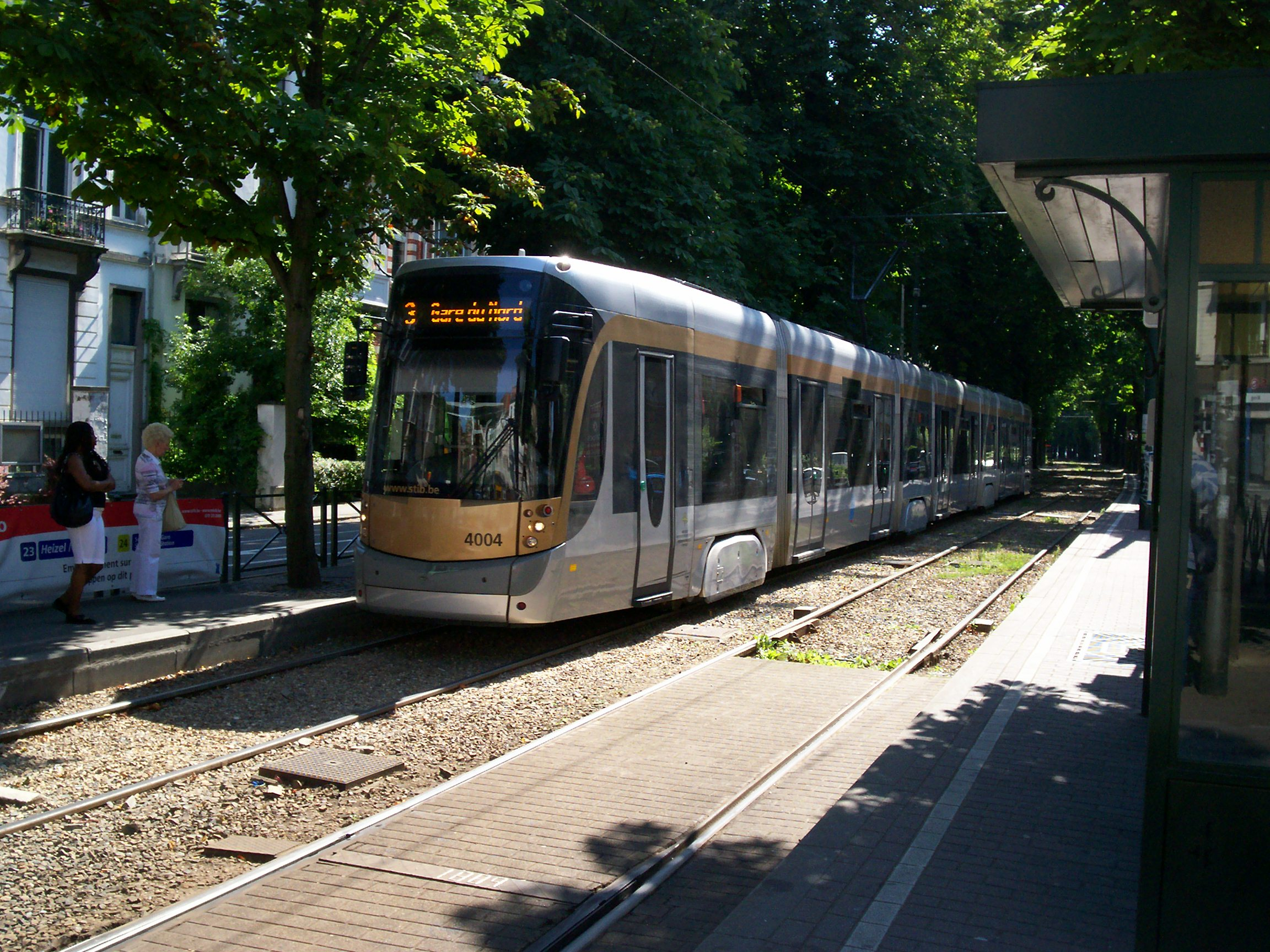
Egy T4000-es villamos a 3-as vonalon

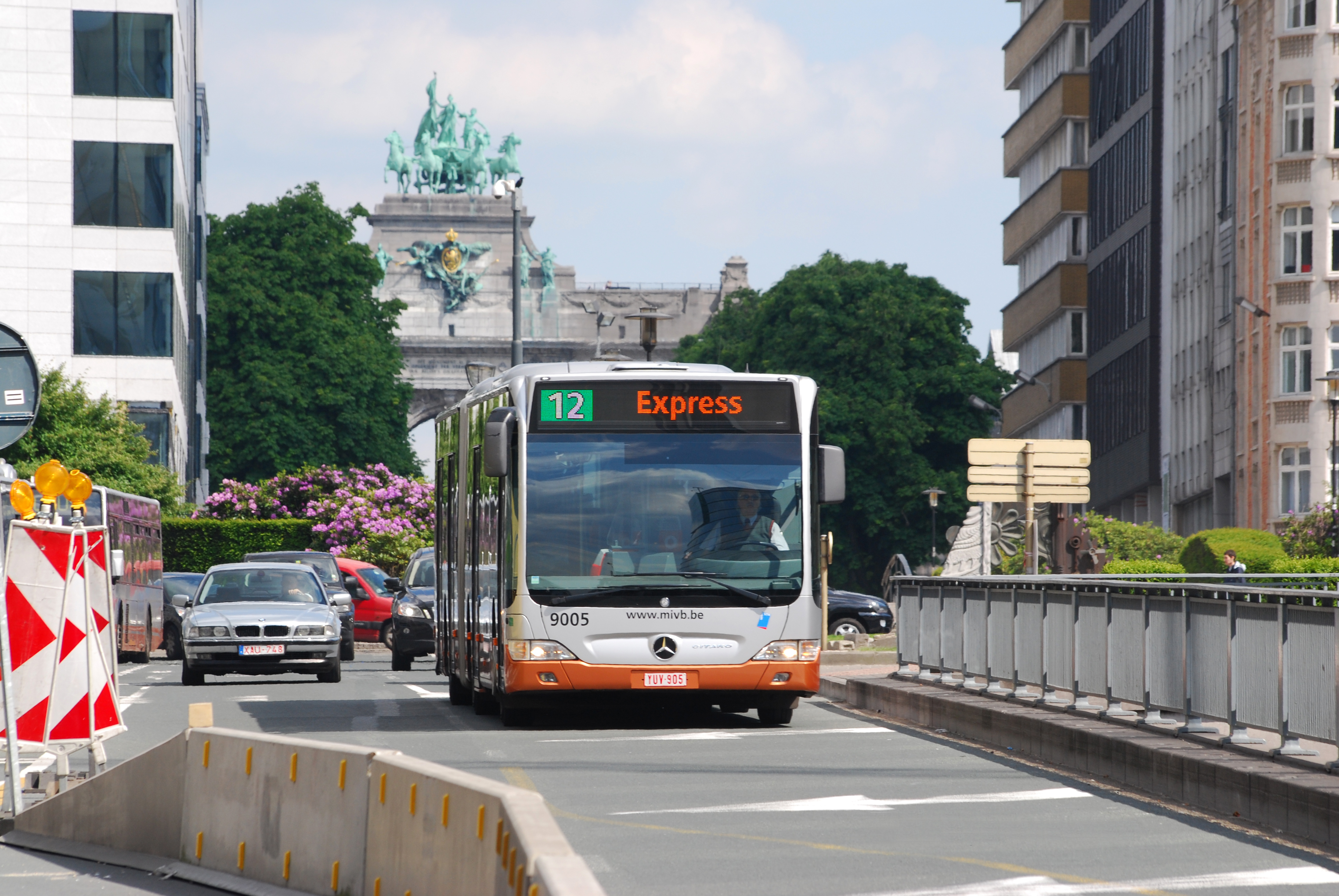
Egy Mercedes Citaro a 12-es reptéri vonalon

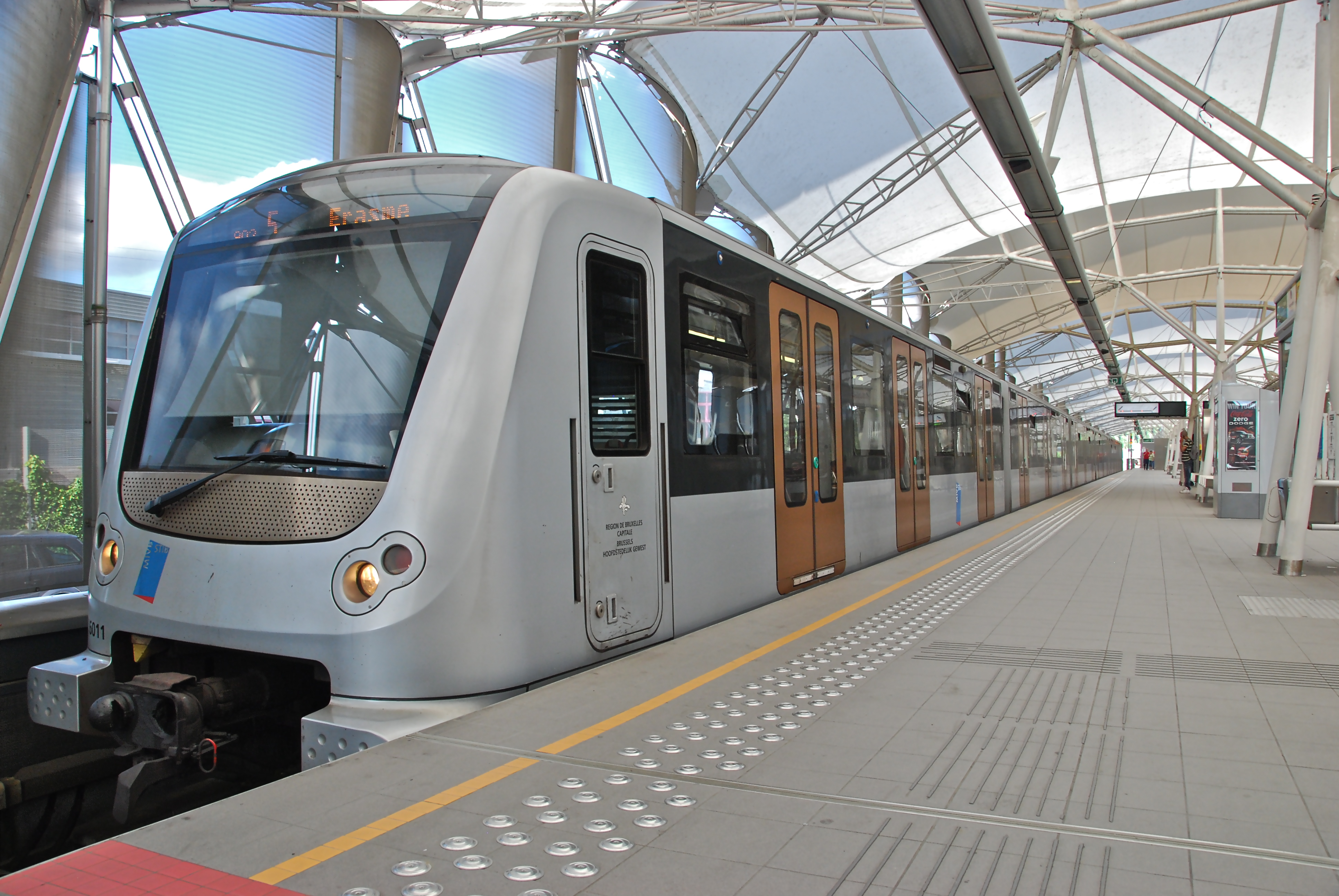
Egy „Boa” metró az 5-ös vonalon

A Société des transports intercommunaux de Bruxelles (franciául) (STIB) vagy Maatschappij voor het Intercommunaal Vervoer te Brussel (hollandul) (MIVB) Brüsszel helyi közösségi közlekedési társasága 1954 óta, mióta megalakult.
A STIB 4 metróvonalat (39,9 km), 18 villamosvonalat (138,9 km) és 50 buszvonalat (360,9 km) közlekedtet hálózatán. Hálózata kiterjed a Brüsszel Fővárosi Régió (161 km²) mind a 19 kerületére, valamint 11 szomszédos peremvárosra. Évente 348 millió (2012) utasa van a vállalatnak.